# Cruzeiro Seixas

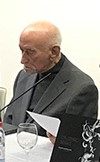
Cruzeiro Seixas, 2018

Artur Manuel Rodrigues do Cruzeiro Seixas (* 3. Dezember 1920 in Amadora, Portugal; † 8. November 2020 in Lissabon, Portugal) war ein portugiesischer Maler, Zeichner, Bildhauer und Dichter. Er zählte zu den bedeutendsten Vertretern des Surrealismus in Portugal.

## Leben
Mit 14 Jahren besuchte er die Kunstschule Escola de Artes Decorativas António Arroio in Lissabon, wo er neben u. a. Júlio Pomar auch Mário Cesariny kennenlernte, mit dem ihn danach eine langjährige tiefe Freundschaft verband. Nach einer neorealistisch-expressionistischen Phase schloss er sich 1942 der Künstlergruppe Grupo Surrealista de Lisboa und von 1947 bis 1950 der sich davon abgespaltenen Gruppe Os Surrealistas an, wie sie sich bei Ausstellungen nannten. Er nahm 1949 an deren ersten Ausstellung Exposição dos Surrealistas in Lissabon teil, neben Namen wie Mário Cesariny, Alexandre O’Neill, Marcelino Vespeira, António Mário Lisboa, Mário-Henrique Leiria u. a. Der Titel des Ausstellungskatalogs wurde vom Estado Novo-Regime zensiert, da auf ihm ein Satz stand, der zur Wahl gegen den Faschismus aufrief (portugiesisch É absolutamente indispensável votar contra o fascismo, dt.: Es ist absolut unverzichtbar, gegen den Faschismus zu wählen), und auf die oppositionelle Wahlkampagne des Norton de Matos zielte. 1950 nahm Seixas an einer zweiten gemeinsamen Ausstellung Exposição dos Surrealistas teil, mit Werken, die den anhaltenden Einfluss Lautréamonts auf ihn zeigten.
1950 verließ Seixas Lissabon und verdiente seinen Lebensunterhalt fortan in der Handelsmarine. Er bereiste dabei vor allem den fernen Osten, insbesondere Hongkong und Macau, Timor, Indien und die dortigen portugiesischen Besitzungen von Goa, Daman und Diu. 1952 ließ Seixas sich in Angola nieder. Er stellte dort auch mehrmals aus und arbeitete u. a. für das Museum von Luanda.
1964 kehrte Seixas nach Lissabon zurück, unter dem Eindruck des zunehmenden portugiesischen Kolonialkrieges in Angola. Im Jahr 1967 wurde er von der bedeutenden Gulbenkian-Stiftung ausgezeichnet, und er stellte 1967 und 1970 in Lissabon aus. Er fiel dabei mit Werken auf, die dem surrealistischen Traum treu blieben.
1972 schloss er sich der internationalen Kunstbewegung Phases an. 1980 ließ er sich an der Algarve nieder, wo er für verschiedene Galerien tätig war. 1984 wurden seine Werke in der Ausstellung Phases, Permanance du Regard Surréaliste in Lyon gezeigt, zusammen mit Werken von Lam, Alechinsky, Arp, Baj, Bellmer, Dalí, Miró u. a.
Cruzeiro Seixas lebte zuletzt in Lissabon und galt als einer der bedeutendsten surrealistischen Künstler der Geschichte Portugals. Seine Werke sind u. a. im Museu Calouste Gulbenkian, Museu do Chiado, der Nationalbibliothek Biblioteca Nacional und dem Museu Machado de Castro zu sehen. Einen Großteil seiner Kunstsammlung stiftete Seixas 1999 der Stiftung Fundação Cupertino de Miranda, nachdem er den Großteil seiner schriftlichen Arbeiten, Dokumentationen und Aufzeichnungen bereits 1993 dem Instituto da Biblioteca Nacional e do Livro der Nationalbibliothek vermacht hatte.
Cruzeiro Seixas starb am 8. November 2020 im Alter von 99 Jahren im Hospital Santa Maria in Lissabon.